# Svídnice u Kostelce nad Orlicí
Svídnice (deutsch Schweidnitz) ist eine Gemeinde in Tschechien. Sie liegt  zehn Kilometer südwestlich von Rychnov nad Kněžnou und gehört zum Okres Rychnov nad Kněžnou.

## Geographie

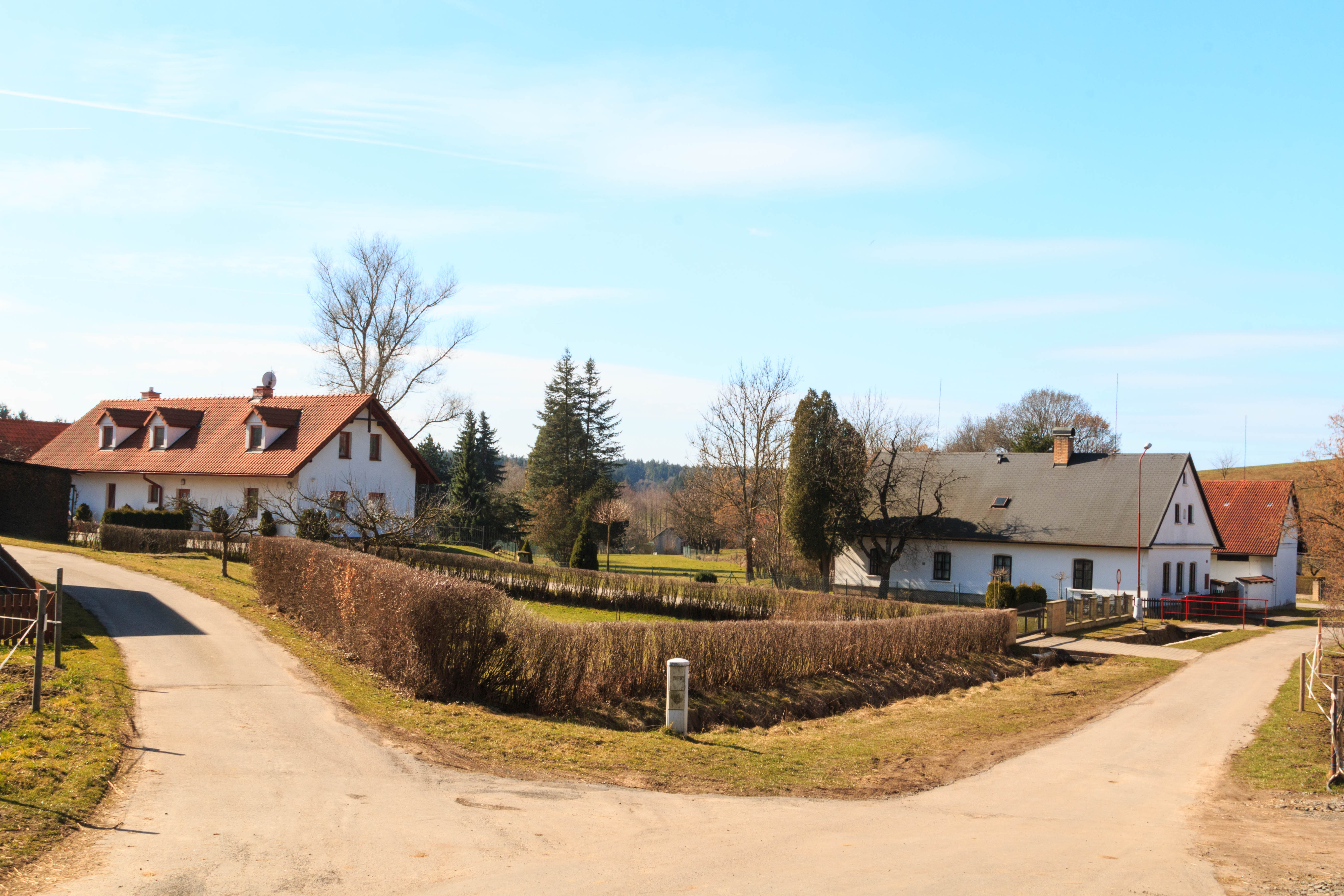
Svídnice

Der Ort in der Talmulde des Baches Vrbický potok befindet sich im Norden der Chotzener Tafel (Choceňská tabule) zwischen den Tälern der Flüsse Wilde Adler und Brodec. Nordöstlich liegt der 444 m hohe Hügel Kastel. Durch den Ort führt die Staatsstraße 316 zwischen Choceň und Kostelec nad Orlicí.
Nachbarorte sind Dvůr Forberk im Norden, Suchá Rybná im Nordosten, Vrbice im Osten, Chlínky und Krchleby im Südosten, Brumbárov im Süden, Kozodry im Westen sowie Koryta und Kostelecká Lhota im Nordwesten.

## Geschichte
Svídnice bestand wahrscheinlich schon zu Zeiten Kojata IV. von Hrabischitz und war Teil der Herrschaft Potštejn. Erstmals urkundlich erwähnt wurde das Dorf 1342 durch Čeněk und Ježek von Pottenstein, die den Ort zusammen mit Lhotka für ihre Mutter vorhielten.
1827 lebten in dem Dorf 131 Menschen. Im Jahre 1846 entstand eine neue Straße nach Choceň. 1881 wurde die Feuerwehr gegründet.
Zusammen mit dem Ortsteil Suchá Rybná hatte Svídnice 1929 420 Einwohner, die von der Landwirtschaft lebten. Im 20. Jahrhundert setzte ein starker Bevölkerungsrückgang ein, da viele Bewohner ihren Lebensunterhalt in den Städten verdienten und fortzogen.

## Gemeindegliederung
Die Gemeinde Svídnice besteht aus den Ortsteilen Suchá Rybná (Ribnau) und Svídnice (Schweidnitz).

## Sehenswürdigkeiten
- Glockenturm in Suchá Rybná, erbaut 1912
- Švehlův dům, auch Kampelička, erbaut 1933 auf einem Hügel an der Straße
- Waldkiefer (Pinus sylvestris) von Svídnice, Naturdenkmal